# Emissiviteit

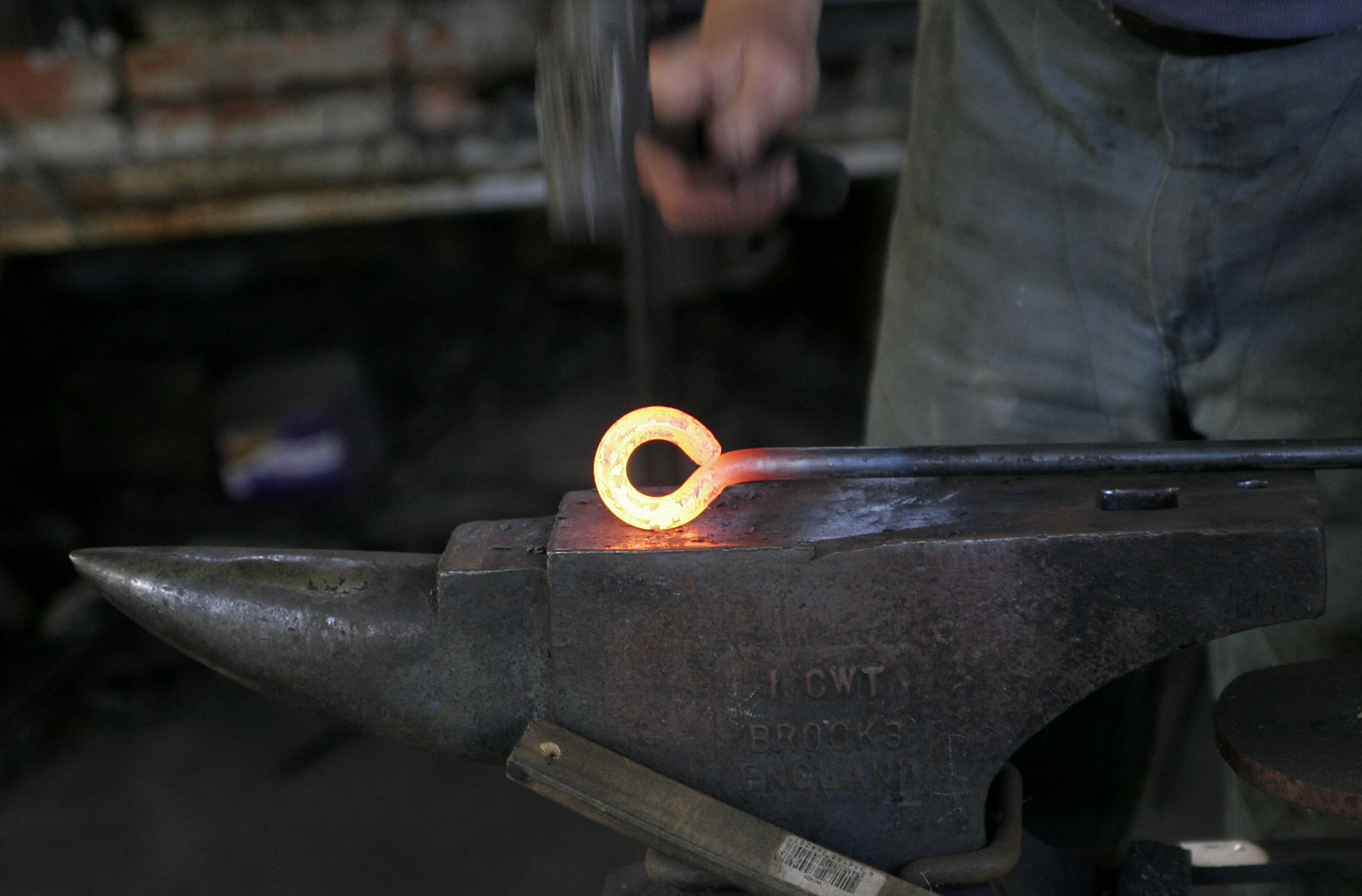
IJzer wordt bewerkt op temperaturen die zo hoog zijn dat zichtbaar licht wordt uitgezonden.

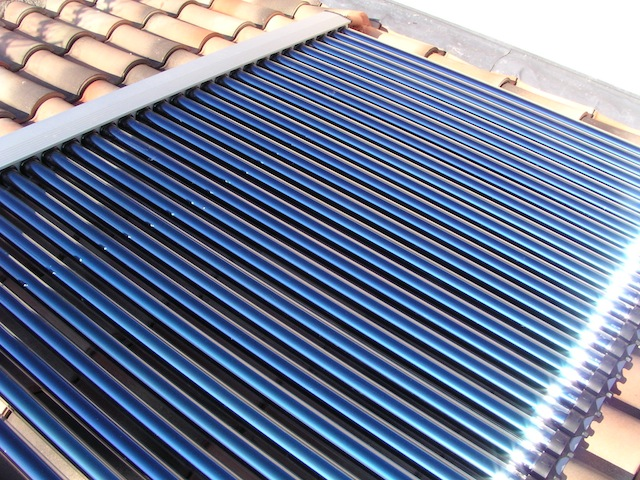
Systeem om water te verhitten gebruikmakend van zonlicht. Het zonlicht wordt geabsorbeerd door een selectief oppervlak die een hoge absorptie heeft voor zichtbaar licht, maar een lage absorptie voor infrarood licht, zodat het weinig warmte verliest.

De emissiviteit of de emissiegraad van een oppervlak is de mate van effectiviteit in het uitstralen van energie als warmtestraling. Warmtestraling is elektromagnetische straling; voorwerpen van hoge temperaturen zenden zichtbaar licht uit, terwijl voorwerpen op kamertemperatuur infrarood licht uitzenden. Kwantitatief is de emissiviteit gelijk aan de ratio van thermische straling van een oppervlakte over de straling van een oppervlak van een zwart lichaam op dezelfde temperatuur. De ratio varieert tussen de 0 en de 1. De straling die een zwart lichaam uitzendt kan berekend worden met de wet van Stefan-Boltzmann:
{\displaystyle j*=\sigma T^{4}}
waarbij
{\displaystyle \sigma =5{,}67\times 10^{-8}\mathrm {Wm^{-2}K^{-4}} }
en de temperatuur uitgedrukt wordt in kelvin. Voor een gegeven golflengte, is de emissiviteit gelijk aan de absorptie, volgens de stralingswet van Kirchhoff. 
De emissiviteit is in de volgende contexten belangrijk: 
- Isolatie van ramen - Warme ramen koelen over het algemeen op twee manieren: door conductie en door straling. Om te voorkomen dat ramen de warmte uit een kamer transporteren probeert men de emissiviteit van de ramen te verlagen. Normaal gezien ligt de emissiviteit van ramen dicht bij de 1.
- Zonnecollector - Net zoals bij ramen is het onvoordelig om warmte kwijt te raken bij zonnecollecteren. Oppervlakken met een hoge absorptie, maar lage emissiviteit zorgen dat zonlicht wel opgevangen kan worden, maar niet meteen verloren gaat. Simpele zwarte oppervlakken hebben dan wel een hoge absorptie, maar ook een hoge emissiviteit en zijn daarom niet geschikt voor de productie van zonnecollectoren. De techniek maakt gebruik van het gegeven dat de emissiviteit afhankelijk is van de golflengte van de elektromagnetische straling.
- Planetaire temperaturen - Planeten kunnen gezien worden als een zonnecollector op grote schaal. De temperatuur van het oppervlak van een planeet wordt bepaald door een balans tussen de geabsorbeerde warmte van zonlicht en de thermische straling die naar de ruimte uitgezonden wordt door de planeet. De emissiviteit van een planeet wordt bepaald door de eigenschappen van het oppervlak en de atmosfeer.
- Temperatuurmetingen - Pyrometers en infraroodcamera's zijn instrumenten die gebruikt worden om de temperatuur van een object te bepalen door gebruik te maken van de thermische straling; er wordt geen contact gemaakt met het voorwerp. Om deze instrumenten te kalibreren is het noodzakelijk de emissiviteit te weten van het oppervlak waaraan wordt gemeten.